# Diário da República
Para otros usos de este término véase Diario de la República.
El Diário da República (en español Diario de la República) es una publicación oficial del gobierno de Portugal. Hasta 1976 recibió el nombre de Diário do Governo (Diario del Gobierno). Los eventos que deben ser publicados están recogidos en el artículo 119.º de la Constitución de Portugal, que establece dos series con contenidos diferenciados.
Lo publica en papel la Imprensa Nacional-Casa da Moeda (Imprenta Nacional-Casa de la Moneda), al tiempo que puede obtenerse en formato digital. Algunos ejemplares engrosan periódicamente las colecciones de los principales organismos del país, entre los que se encuentran la Biblioteca Nacional, el Archivo Nacional de la Torre do Tombo, la presidencia de la República, la Asamblea de la República, la presidencia del Consejo de Ministros, el Tribunal Constitucional y el procurador general.